# Vimpel K-13
Vimpel K-13 (NATO oznaka: AA-2 Atoll) je bil sovjetski izstrelek zrak-zrak kratkega dosega. Po videzu in tehničnih lastnosti je zelo podoben ameriškemu izstrelku AIM-9B Sidewinder, ki so ga Sovjeti kopirali. Do pojava novejših izstrelkov tega tipa je bil v uporabi v mnogih državah, ki so uporabljale sovjetsko vojaško tehnologijo.

## Razvoj in uporaba
Med konfliktom, ki se je dogajal leta 1958 med LR Kitajsko in Tajvanom. Tajvansko letalstvo, opremljeno z letali F-86 Sabre, ni moglo konkurirati kitajskim letalom MiG-17, ki so zaradi boljših zmogljivosti na višini ostajali izven dosega tajvanskih letal. Zato so Američani modificirali 100 tajvanskih F-86 in dostavili pošiljko takrat novih izstrelkov AIM-9B Sidewinder. S temi izstrelki so tajvanski piloti sestrelili kar nekaj kitajskih letal, saj kitajski piloti na novo vrsto orožja niso bili pripravljeni.
V enem do teh spopadov je Sidewinder zadel kitajskega MiG-17, vendar se je zaril v njegov trup brez da bi eksplodiral. Pilot je pristal z izstrelkom, nakar so ga Kitajci odstranili in poslali v analizo v Sovjetsko zvezo. S tem so Sovjeti dobili neprecenljivo znanje o tovrstnem orožju, kar je močno skrajšalo čas razvoja. Podjetje Vimpel je prevzelo proizvodnjo izstrelkov na tej osnovi in kasnejše analize zaplenjenih sovjetskih izstrelkov so pokazale, da so bili sestavni deli med AIM-9B in K-13 zamenljivi do te mere, da je sistem deloval v poljubni kombinaciji sestavnih delov.
Izstrelek je bil zasnovan v sledečih različicah:
- K-13 (R-3): prva različica, uvedena v omejeno uporabo leta 1960.
- K-13S (R-3S): nadgradnja osnovne različice, uvedena v redno uporabo. To različico je NATO imenoval AA-2A Atoll.
- K-13R (R-3R): različica s polaktivnim radarskim vodenjem, uvedena v uporabo leta 1966. NATO oznaka AA-2B.
- R-3U: prazna trenažna različica, ki je vsebovala samo IR detektor, za seznanitev z delovanjem IR detektorja.
- R-3P: trenažna različica brez eksplozivne bojne glave
- RM-3V: leteča tarča
- K-13M (R-13M): izboljšana različica K-13S z izboljšanim (hlajenim) IR detektorjem in večjo okretnostjo. NATO oznaka AA-2C.

Poleg Sovjetske zveze sta izstrelek po licenci izdelovali tudi Kitajska (PL-2, PL-3) in Romunija (A-91).

Pred izstrelitvijo je moral pilot poravnati merek na projekcijskem zaslonu letala s tarčo. S pomočjo radarskega merilnika razdalje ali radarja je bila izmerjana razdalja do tarče, izstrelitev je bila preprečena, če je bila razdalja nad maksimalno ali pod minimalno velikostjo. Poleg tega je poseben sistem v letalu meril tudi radialni pospešek letala v zavoju (sila G), ki je preprečil izstrelitev, ko je pospešek presegal 2 G. Ko je IR detektor v izstrelku zaznal tarčo, je pilot dobil zvočno indikacijo.
Pri stisku gumba za izstrelitev se je najprej zagnal turbogenerator izstrelka, ki ga je gnal smodniški naboj. Ta generator je poskrbel za napajanje sistemov z električno energijo po ločitvi od letala, večina nastalih plinov pa je preko elektromagnetnih ventilov vstopala v pnevmatske valje, ki so poganjali kanarde na sprednjem delu izstrelka. Zatem se je vžgal glavni raketni motor in sledila je prekinitev kabla, ki je izstrelek do izstrelitve povezoval z letalom, za kar so poskrbeli posebni noži. Če izstrelek ni zadel tarče v 21 - 28 sekundah, se je samouničil.

## Tehnične lastnosti (R-13M)
- Dolžina: 2830 mm
- Premer: 127 mm
- Masa ob izstrelitvi: 75 kg
- Maksimalna hitrost: Mach 2,5
- Doseg: 1 - 7 km (efektivno ca. 2 km)
- Vodenje: infrardeče, fotodetektor hlajen z dušikom
- Bojna glava: fragmentacijska, masa 11, 3 kg (od tega 5,5 kg eksplozivnega polnjenja)
- Detonator: bližinski in kontaktni